# Jagodnoe (Oblast' di Magadan)
Jagodnoe (in russo Ягодное?) è un centro abitato dell'Oblast' di Magadan, situato nello Jagodninskij rajon, luogo natale di Jurij Julianovič Ševčuk.